# FNN参院選 真夏の決断2013
『FNN参院選 真夏の決断2013』（エフエヌエヌさんいんせん まなつのけつだんにせんじゅうさん）は、フジテレビ（FNN系列）で放送された、2013年（平成25年）7月21日に投開票された第23回参議院議員通常選挙の選挙特別番組である。

## 概要
2012年12月16日に放送された『FNN総選挙2012 ニッポンの決意 JAPAN'S DECISION』に引き続き、『FNNスーパーニュース』メインキャスターの安藤優子と『めざましテレビ』MCの三宅正治と加藤綾子がタッグを組んだ選挙特番である。前回に引き続き、FNNとしてSNSを用い、FNNのFacebookページでFacebookアプリ「FNN survey on Facebook」を配布して視聴者の意見を募る企画を実施した。
20時45分 - 22時59分はEAFF東アジアカップ2013決勝ラウンド「日本対中国」戦中継のため番組を中断し、L字型画面を採用して開票速報を伝えた。
視聴率は、第1部の平均が6.5%（関東地区 ビデオリサーチ調べ）だったが、関西では9.6%（関西地区 ビデオリサーチ調べ）を記録した。

## 放送時間
- 1部：19:58 - 20:45
- 2部：22:59 - 翌0:15
- 3部：翌0:30 - 2:30
  - 翌0:15 - 0:30は『すぽると!』短縮版を挿入[5]。

## 出演者
※特記のない者はフジテレビアナウンサー（当時のものも含む）。

### 1部・2部
総合司会
- 安藤優子
- 三宅正治
- 加藤綾子

開票キャスター
- 伊藤利尋
- 石本沙織

中継キャスター
- 境鶴丸
- 大島由香里
- 椿原慶子
- 榎並大二郎

コメンテーター
- 櫻井よしこ

### 3部
総合司会
- 須田哲夫（フジテレビアナウンサー兼解説委員）
- 吉田恵
- 平井文夫（フジテレビ解説副委員長）

スペシャルキャスター
- 石原良純

コメンテーター
- 櫻井よしこ

## 系列局の対応
地元選挙区の情報を挿入するため、ローカル差し替えも随時実施された。
- 関西テレビは第1部から第3部の大半を差し替え、『スーパーニュースアンカー』をベースにした『アンカースペシャル』を放送した。